# 费伦奇克·亚诺什

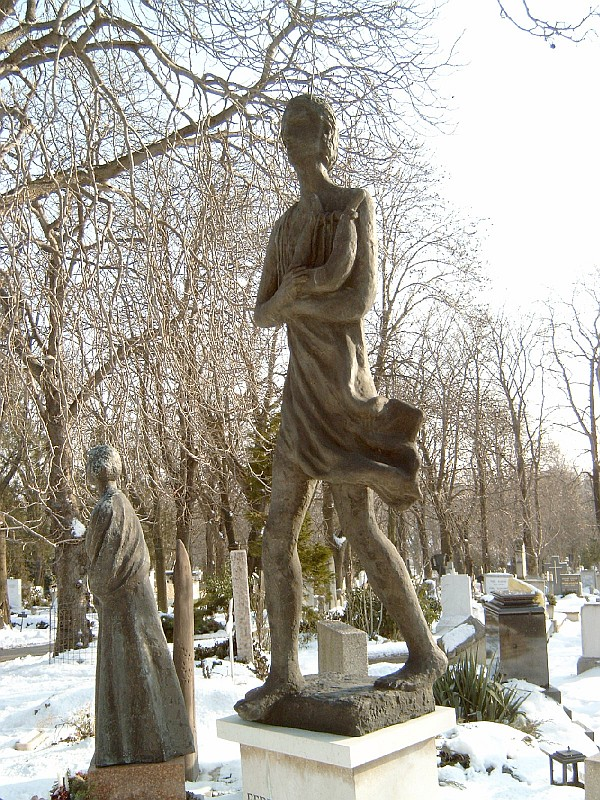
费伦奇克墓

费伦奇克·亚诺什（匈牙利語：Ferencsik János，1907年1月18日 – 1984年6月12日），匈牙利指挥家。
费伦奇克出生于布达佩斯，他在很小的时候就积极地演奏音乐。他学过小提琴，也自学过風琴。他在布达佩斯的国家音乐学院学习，主修管风琴演奏和作曲。20岁时加入匈牙利国家歌剧院，在那里他被聘为排练教练。1930-31年，他以此身份参加了拜罗伊特音乐节。
在拜罗伊特，他协助阿图罗·托斯卡尼尼，这段经历对他余下的职业生涯具有决定性的意义。两次世界大战之间，他在布达佩斯师从托斯卡尼尼、布鲁诺·瓦尔特、费利克斯·魏因加特纳和威廉·富特文格勒等指挥家。
费伦奇克的国际生涯始于1937年。20世纪30年代末，他成为匈牙利歌剧院的主要指挥之一。1940年他在布达佩斯指挥了巴托克·贝拉和巴托克-帕斯托里·迪塔的告别音乐会，就在巴托克离开欧洲大陆之前。他的艺术生涯在1945年后迎来了丰硕的成果，他被任命为布达佩斯歌剧院音樂總監、布达佩斯的匈牙利国家爱乐乐团首席指挥，并在1960年至1967年期间担任布达佩斯爱乐乐团的指挥主席。从1948年到1950年，费伦奇克是维也纳国立歌剧院的首席客座指挥，洛杉矶爱乐乐团的客座指挥，并广泛地在国外巡回演出，在除非洲以外的所有大陆上指挥。
费伦奇克是匈牙利作曲家洛伊陶·拉斯洛、巴托克·贝拉和柯达伊·佐尔丹的朋友，并以演绎他们的作品而闻名。在他的许多唱片中，有两张是柯达利的《纺织屋》。著名的学生包括亚历山大·赖切夫。